# Бакхис
Бакхис (др.-греч. Βάκχις) — полулегендарный царь Коринфа, основатель династии Бакхиадов.
Наследовал власть в Коринфе отцу Примнису. Согласно Гераклиду Понтийскому был третьим царём Коринфа, Диодору Сицилийскому и Павсанию — пятым. По античным источникам правил 35 лет, что в фиктивной хронологии «Хроники» Евсевия Кесарийского соответствует 930/29—895/4 годам до н. э.
Уже античные авторы обращали внимание на то, что династия коринфских царей названа Бакхиадами в честь Бакхиса, хоть сам он не был первым правителем рода. Бакхис наследовал отцу из династии Алетидов, который возводил своё происхождение к Гераклу. Диодор Сицилийский, а за ним и Евсевий Кесарийский, связывают это с тем, что Бакхис превзошёл славой своих предшественников. Историк Иоганн Топфер подчёркивает, что такая традиция могла возникнуть в период, когда представители правящей династии Бакхиадов решили расширить своё генеалогическое древо до Геракла и Зевса. Правление Бакхиса не было ознаменовано событиями, которые бы нашли отображение в античных источниках. Схолиаст к трудам Аполлония Родосского назвал отцом Бакхиса бога виноделия Диониса или Вакха.
Бакхису наследовал сын Агел II. Согласно Аристотелю у Бакхиса было семь сыновей.